# Pollyanna McIntosh
Pollyanna McIntosh, född 15 mars 1979, är en brittisk skådespelare.
McIntosh har bland annat medverkat i TV-serierna The Walking Dead: The Ones Who Live och The Walking Dead. Hon har även medverkat i filmen Blue Dream.

## Filmografi (i urval)
- 2009 – Exam
- 2013 – Blue Dream
- 2017–2018 – The Walking Dead (TV-serie)
- 2024 – The Walking Dead: The Ones Who Live (TV-serie)